# Filmografia Willa Smitha

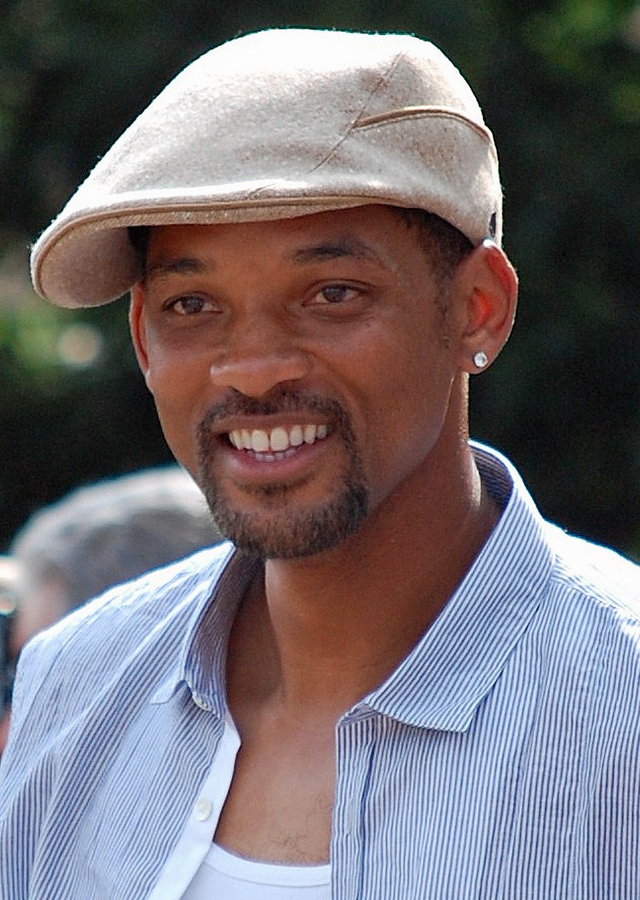
Will Smith podczas premiery filmu Karate Kid (2010)

W zestawieniu filmografii Willa Smitha znajdują się filmy i seriale, w których był aktorem lub producentem. Przed rozpoczęciem kariery aktorskiej, Smith był raperem i grał w duecie hip-hopowym DJ Jazzy Jeff & The Fresh Prince, wspólnie z Jeffreyem „DJ Jazzy Jeff” Townesem.
Smith po raz pierwszy wystąpił w serialu telewizyjnym ABC Afterschool Special, w odcinku The Perfect Date, w którym zagrał rolę domokrążcy. Sukces odniósł po raz pierwszy, gdy zagrał rolę samego siebie, w sitcomie Bajer z Bel-Air. Za tę rolę został nominowany do Złotego Globu dla najlepszego aktora w serialu komediowym lub musicalowym. Był również producentem wykonawczym 24 odcinków serialu.
W swojej karierze filmowej zadebiutował w niezależnym dramacie Dokąd zawiedzie cię dzień, w którym zagrał rolę niepełnosprawnego bezdomnego Manny'ego. Pierwszym sukcesem w karierze filmowej Smitha był Bad Boys, w którym zagrał rolę detektywa Mike'a Lowreya. W następnym roku pojawił się w filmie Dzień Niepodległości jako kapitan Steven „Steve” Hiller. Zagrał później w komediowym filmie fantastyczno-naukowym Faceci w czerni, w którym wystąpił jako Jamesa „Agent J” Edwardsa. Pojawił się później w kontynuacjach filmu, w tym Faceci w czerni II i Faceci w czerni III.
Smith jest założycielem wytwórni filmowo-telewizyjno-płytowej Overbrook Entertainment.

## Filmografia

### Aktor

#### Filmy
| Rok  | Film                                         | Rola                                | Informacje/nagrody |
| ---- | -------------------------------------------- | ----------------------------------- | --- |
| 1992 | Dokąd zawiedzie cię dzień                    | Manny                               | |
| 1993 | Made in America                              | Tea Cake Walters                    | |
| 1993 | Szósty stopień oddalenia                     | Paul                                | |
| 1995 | Bad Boys                                     | Mike Lowrey                         | |
| 1996 | Dzień Niepodległości                         | kapitan Steven „Steve” Hiller, USMC | MTV Movie Award for Best Kiss |
| 1997 | Faceci w czerni                              | James Darrell Edwards / Agent J     | MTV Movie Award for Best Fight MTV Movie Award for Best Song From a Movie |
| 1998 | Wróg publiczny                               | Robert Clayton Dean                 | Nominacja – NAACP Image Award for Outstanding Actor in a Motion Picture |
| 1999 | Torrance Rises                               |                                     | występ cameo |
| 1999 | Bardzo dziki zachód                          | kapitan James „Jim” West            | |
| 2000 | Witamy w Hollywood                           | on sam                              | |
| 2000 | Nazywał się Bagger Vance                     | Bagger Vance                        | Nominacja – NAACP Image Award for Outstanding Actor in a Motion Picture |
| 2001 | Ali                                          | Muhammad Ali                        | MTV Movie Award for Best Performance Nominacja – Academy Award for Best Actor Nominacja – Broadcast Film Critics Association Award for Best Actor Nominacja – Golden Globe Award for Best Actor – Motion Picture Drama Nominacja – NAACP Image Award for Outstanding Actor in a Motion Picture |
| 2002 | Faceci w czerni II                           | James Darrell Edwards / Agent J     | BET Award for Best Actor Nominacja – Black Reel Award for Best Actor |
| 2003 | Bad Boys II                                  | Mike Lowrey                         | Nominacja – NAACP Image Award for Outstanding Actor in a Motion Picture |
| 2004 | A Closer Walk                                | narrator                            | dokument |
| 2004 | Dziewczyna z Jersey                          | on sam                              | występ cameo |
| 2004 | Ja, robot                                    | Del Spooner                         | Nominacja – NAACP Image Award for Outstanding Actor in a Motion Picture |
| 2004 | Rybki z ferajny                              | Oscar                               | głos |
| 2005 | There's a God on the Mic                     |                                     | dokument |
| 2005 | Hitch: Najlepszy doradca przeciętnego faceta | Alex „Hitch” Hitchens               | Nominacja – BET Award for Best Actor Nominacja – Black Movie Award for Best Actor Nominacja – Black Reel Award for Best Actor Nominacja – NAACP Image Award for Outstanding Actor in a Motion Picture |
| 2006 | W pogoni za szczęściem                       | Chris Gardner                       | Nominacja – Academy Award for Best Actor Nominacja – Black Reel Award for Best Actor Nominacja – Broadcast Film Critics Association Award for Best Actor Nominacja – Chicago Film Critics Association Award for Best Actor Nominacja – Golden Globe Award for Best Actor – Motion Picture Drama Nominacja – NAACP Image Award for Outstanding Actor in a Motion Picture Nominacja – Screen Actors Guild Award for Outstanding Performance by a Male Actor in a Leading Role |
| 2007 | Jestem legendą                               | dr Robert Neville                   | MTV Movie Award for Best Performance Saturn Award for Best Actor Nominacja – BET Award for Best Actor Nominacja – NAACP Image Award for Outstanding Actor in a Motion Picture |
| 2008 | Hancock                                      | John Hancock                        | Nominacja – Saturn Award for Best Actor |
| 2008 | Siedem dusz                                  | Ben Thomas                          | |
| 2012 | Faceci w czerni III                          | James Darrell Edwards / Agent J     | |
| 2013 | 1000 lat po Ziemi                            | Cypher Raige                        | |
| 2015 | Wstrząs                                      | Dr Bennet Omalu                     | |
| 2015 | Focus                                        | Nicky                               | |
| 2016 | Legion samobójców                            | Floyd Lawton / Deadshot             | |
| 2017 | Bright                                       | Daryl Ward                          | |
| 2019 | Aladyn                                       | Dżinn                               | |
| 2019 | Bliźniak                                     | Henry Brogan / Junior               | |
| 2019 | Tajni i fajni                                | Lance                               | rola głosowa |
| 2020 | Bad Boys for Life                            | Mike Lowrey                         | |
| 2021 | King Richard: Zwycięska rodzina              | Richard Williams                    | Oscar dla najlepszego aktora pierwszoplanowego Złoty Glob dla najlepszego aktora w filmie dramatycznym |
| 2022 | Wyzwolenie                                   | Peter                               | |
| 2024 | Bad Boys: Ride or Die                        | Mike Lowrey                         | |

#### Seriale
| Rok        | Program                                         | Rola                 | Informacje/nagrody |
| ---------- | ----------------------------------------------- | -------------------- | --- |
| 1990       | Saturday Morning Videos                         | prowadzący           | program telewizyjny |
| 1990– 1996 | Bajer z Bel-Air                                 | William „Will” Smith | serial telewizyjny Nominacja – Złoty Glob dla najlepszego aktora w serialu komediowym lub musicalu (1993) Nominacja – Złoty Glob dla najlepszego aktora w serialu komediowym lub musicalu (1994) |
| 1992       | Blossom                                         | Fresh Prince         | serial telewizyjny, występ cameo, odcinek 18.: „I'm with the Band” |
| 1997       | Happily Ever After: Fairy Tales for Every Child | Pinokio              | głos, bajka telewizyjna; seria 2., odcinek 14. |
| 2003- 2004 | All of Us                                       | Johnny               | serial telewizyjny; twórca, producent wykonawczy; 3 odcinki (2003–2004) |

### Producent
| Rok        | Film                                         |
| ---------- | -------------------------------------------- |
| 1994– 1996 | Bajer z Bel-Air                              |
| 2002       | Showtime                                     |
| 2003 –06   | All of Us producent wykonawczy               |
| 2004       | Ja, robot                                    |
| 2004       | The Seat Filler producent wykonawczy         |
| 2004       | Zachować twarz                               |
| 2005       | Hitch: Najlepszy doradca przeciętnego faceta |
| 2006       | W pogoni za szczęściem                       |
| 2006       | Wrotkowisko                                  |
| 2008       | Hancock                                      |
| 2008       | Dzielnica Lakeview                           |
| 2008       | Sekretne życie pszczół                       |
| 2008       | Gra zmysłów                                  |
| 2008       | Siedem dusz                                  |
| 2010       | Karate Kid                                   |
| 2012       | A więc wojna                                 |
| 2013       | After Earth                                  |
| 2024       | Bad Boys: Ride or Die                        |

### Box office filmów
| Rok  | Film                                         | Budżet (w mln.) | Zysk w Stanach Zjednoczonych | Zysk światowy |
| ---- | -------------------------------------------- | --------------- | ---------------------------- | ------------- |
| 1992 | Dokąd zawiedzie cię dzień                    | –               | $390 152                     | $390 152      |
| 1993 | Made in America                              | –               | $44 942 695                  | $104 942 695  |
| 1993 | Szósty stopień oddalenia                     | –               | $6 284 090                   | $6 284 090    |
| 1995 | Bad Boys                                     | $23             | $65 647 413                  | $141 247 413  |
| 1996 | Dzień Niepodległości                         | $75             | $306 169 255                 | $ 917 400 878 |
| 1997 | Faceci w czerni                              | $90             | $250 690 539                 | $587 790 539  |
| 1998 | Wróg publiczny                               | $90             | $111 549 836                 | $250 649 836  |
| 1999 | Bardzo dziki zachód                          | $170            | $113 805 681                 | $222 105 681  |
| 2000 | Nazywał się Bagger Vance                     | $80             | $30 695 227                  | $39 235 486   |
| 2001 | Ali                                          | $107            | $58 183 966                  | $84 383 966   |
| 2002 | Faceci w czerni II                           | $140            | $190 418 803                 | $441 818 803  |
| 2003 | Bad Boys II                                  | $60             | $138 540 870                 | $272 940 870  |
| 2004 | Ja, robot                                    | $120            | $144 801 023                 | $348 601 023  |
| 2004 | Rybki z ferajny                              | $75             | $161 192 000                 | $367 192 000  |
| 2005 | Hitch: Najlepszy doradca przeciętnego faceta | $70             | $177 784 257                 | $366 784 257  |
| 2006 | W pogoni za szczęściem                       | $55             | $162 586 036                 | $306 086 036  |
| 2007 | Jestem legendą                               | $150            | $256 393 010                 | $585 055 701  |
| 2008 | Hancock                                      | $150            | $227 946 274                 | $624 346 274  |
| 2008 | Siedem dusz                                  | $55             | $69 369 933                  | $166 617 328  |
| 2012 | Faceci w czerni III                          | $225            | $170 171 342                 | $600 409 608  |